# François Médéline
François Médéline, né le 10 septembre 1977 à Tassin-la-Demi-Lune, est un romancier et scénariste français.

## Biographie
François Médéline est le pseudonyme d'un écrivain qui, après une enfance dans la banlieue lyonnaise, passe son adolescence à Romans-sur-Isère. En 1995, il entre à l'institut d'études politiques de Lyon. Durant son doctorat de science politique, il est chargé, au sein de l'institut lyonnais, d’études et de recherches, de 2001 à 2007. Il a été collaborateur politique de 2007 à 2017, occupant, auprès de plusieurs élus de gauche et du centre, des fonctions de plume, conseiller politique, directeur de la communication et directeur de cabinet.
Son premier roman, La Politique du tumulte, librement inspiré de l'Affaire Christian Ranucci et de l'Affaire Baudis-Alègre, paraît en 2012 à La Manufacture de livres, après avoir été refusé par les éditions Rivages et Le Cherche midi. Son deuxième roman, Les Rêves de guerre, qui a pour sujet principal le camp de concentration de Mauthausen, paraît en 2014. Il remporte, dans la catégorie « polar », le prix Libr'à nous, attribué, depuis 2014, par un jury composé de 160 libraires suisses, français ou belges. Son troisième roman Tuer Jupiter, qui met en scène l'assassinat fictif du président de la République française Emmanuel Macron, paraît en 2018,,. Son quatrième roman, L'Ange rouge, paru en 2020, remporte le Prix Sud Ouest/Lire en poche.
Avec La Sacrifiée du Vercors,  et Les Larmes du Reich,  , parus en 2021 et 2022, François Médéline écrit deux polars historiques se déroulant dans les cendres de la seconde guerre mondiale et tous deux nommés au Grand prix de littérature policière,,. Les Larmes du Reich remporte le Prix Polar+,,, organisé en partenariat avec Le Figaro Magazine.
Son 7ème roman, La Résistance des matériaux, thriller politique librement inspiré de l’Affaire Cahuzac sort le 4 janvier 2024 chez son éditeur historique, La Manufacture de livres.
François Médéline a par ailleurs écrit l'adaptation cinématographique du roman Pike de Benjamin Whitmer, paru aux Éditions Gallmeister en 2015.
Parmi les auteurs dont François Médéline revendique l'influence, James Ellroy est le plus fréquemment cité par l'auteur dans ses interviews.

## Œuvres
- La Politique du tumulte, 2012[18] ; réédition, Paris, Points, coll. « Roman noir » no P3259, 2014  (ISBN 978-2-7578-3765-8)
- Les Rêves de guerre, 2014[19] ; réédition, Paris, Points, coll. « Roman noir » no P4236, 2016  (ISBN 978-2-7578-5228-6) Prix Libr’à Nous
- Tuer Jupiter, 2018[20],[21],[22] ; réédition, Paris, Points, coll. « policier » no P5095, 2019  (ISBN 978-2-7578-7625-1)
- L'Ange rouge, La Manufacture de livres, 2020, 384p.  (ISBN 978-2-358-87696-4)  Prix Sud-Ouest/Lire en poche ; réédition, Paris, Points, coll. « policier » no P5553, 2022  (ISBN 978-2-7578-8342-6)
- La Sacrifiée du Vercors, 10/18, coll. « Grands Détectives » no 5748, 2021  (ISBN 978-2-264-07798-1) Sélection Grand Prix de littérature policière 2021
- Les Larmes du Reich, 10/18, coll. « Grands Détectives » no 5752, 2022  (ISBN 978-2-264-08013-4) Sélection Grand Prix de littérature policière 2022[23], Prix Polar +
- La Résistance des matériaux[24], 2024, La Manufacture de livres  (ISBN 9782385530495)